# Adelio Pasqualotto

Bischofswappen

Adelio Pasqualotto CSI (* 26. April 1950 in Novoledo di Villaverla, Italien) ist ein italienischer Ordensgeistlicher und emeritierter Apostolischer Vikar von Napo.

## Leben
Adelio Pasqualotto trat 1966 in das Noviziat der Ordensgemeinschaft der Josephiner vom hl. Leonardo Murialdo ein und legte am 13. Oktober 1973 die Ewige Profess ab. Das Sakrament der Priesterweihe empfing er am 11. März 1978.
Nach Tätigkeiten in der Berufungspastoral des Ordens und in der Pfarrseelsorge ging er im Jahr 1991 nach Mexiko. Hier war er bis 2012 Pfarrer in verschiedenen Gemeinden. Unterbrochen wurde die seelsorgliche Tätigkeit 2009 durch einjährige vertiefende Studien am Theologischen Institut in Viterbo. 2013 ging er als Provikar in das Apostolische Vikariat San Miguel de Sucumbíos in Ecuador.
Papst Franziskus ernannte ihn am 12. Dezember 2014 zum Apostolischen Vikar von Napo und Titularbischof von Abthugni. Die Bischofsweihe spendete ihm der Apostolische Nuntius in Ecuador, Erzbischof Giacomo Guido Ottonello, am 7. März des folgenden Jahres. Mitkonsekratoren waren seine beiden Amtsvorgänger in Napo, Paolo Mietto CSI und Celmo Lazzari CSI.
Am 31. Mai 2023 nahm Papst Franziskus seinen vorzeitigen Rücktritt an.